# Bloemenhal
Bloemenhal was een keten van Belgische bloemenwinkels. Het bedrijf werd in april 2004 opgericht door Bart Roels. Twintig jaar later werd het bedrijf failliet verklaard. Op dat moment had de keten 27 winkelpunten, vooral in West- en Oost-Vlaanderen. 